# Antoine-Guillaume Rampon

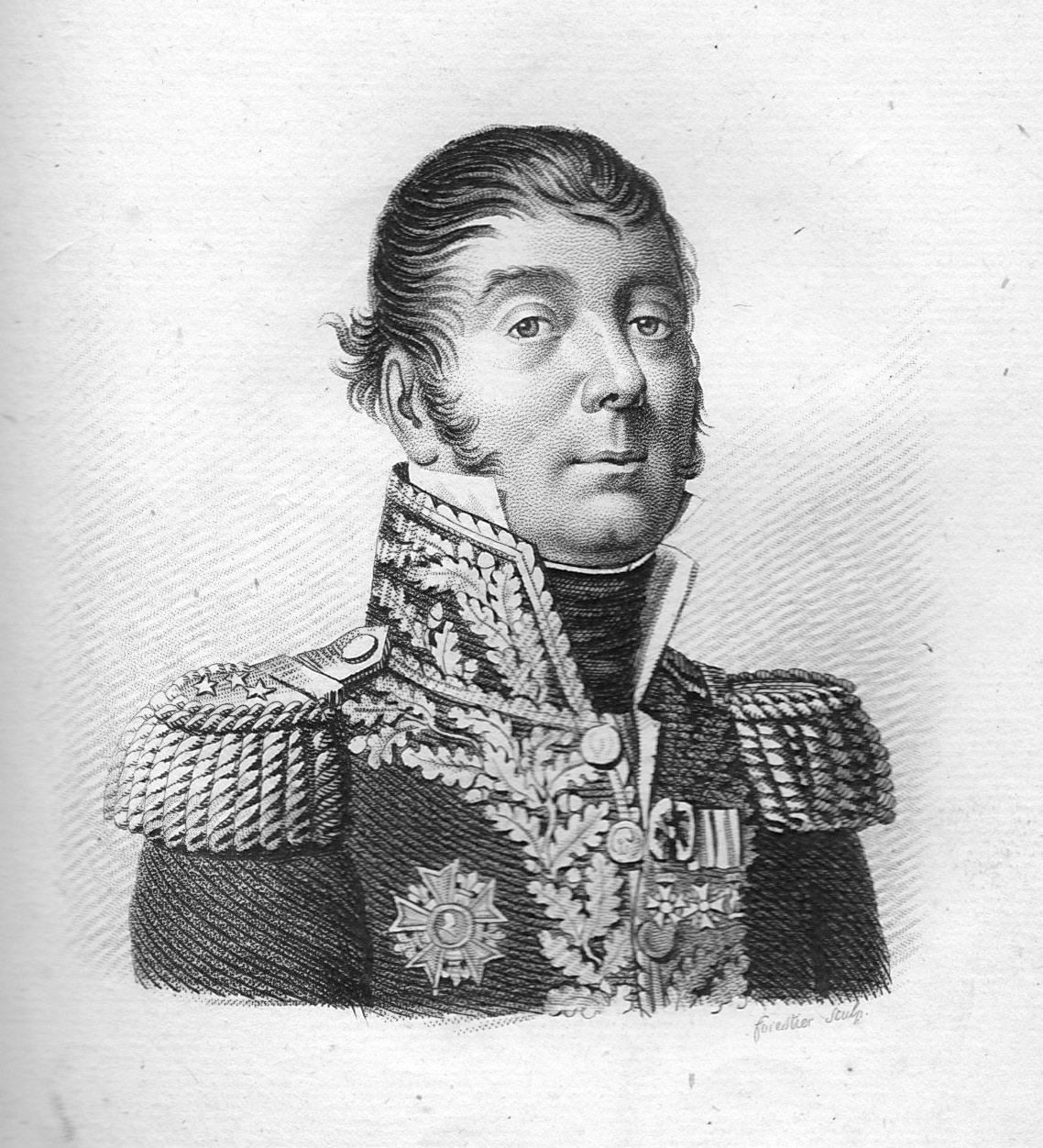
Antoine-Guillaume Rampon

Antoine-Guillaume Rampon (Saint-Fortunat-sur-Eyrieux, 16 maart 1759 - Parijs, 2 maart 1842) was een generaal in het leger van Frankrijk tijdens het bewind van de Franse Revolutie en de napoleontische oorlogen. Hij vocht in vele veldslagen onder Napoleon Bonaparte in Italië en Egypte.
Tijdens het Eerste Franse Keizerrijk werd hij comte de l'Empire. In 1814 leidde hij de verdediging van de vestingstad Gorinchem tijdens het Beleg van Gorinchem.
Zijn naam staat gegraveerd in de Arc de Triomphe in Parijs.
- Bibliothèque nationale de France: cb14956209d (data)
- Biografisch Portaal: 78813719
- Digitale Bibliotheek voor de Nederlandse Letteren: ramp005
- Gemeinsame Normdatei: 1024939685
- International Standard Name Identifier: 0000 0003 7583 0538
- Base Léonore: LH//2264/49
- Union List of Artist Names: 500354484
- Virtual International Authority File: 252224307
- WorldCat: E39PBJjmMWHb9rGhQ8k6Xmrg8C